# Iván Borodiak
Iván Borodiak (nacido el 13 de mayo de 1940 en Buenos Aires, Argentina) es un exfutbolista argentino nacionalizado estadounidense. Jugaba de defensor y su primer club fue Talleres de Remedios de Escalada.

## Carrera
Comenzó su carrera en 1958 jugando para el Talleres de Remedios de Escalada. Jugó para el club hasta 1959. En ese año se pasó a Almagro. En 1960 se fue a los Estados Unidos para jugar en el Philadelphia Ukrainians. Jugó para ese equipo hasta 1966. En ese año se fue al Ukranian Sitch. Jugó para ese club hasta 1967. En ese mismo año se fue al Philadelphia Spartans. Jugó hasta 1968. En ese año se pasó al Cleveland Stokers. En 1969 se fue al Baltimore Bays, en donde definitivamente se retiró del fútbol.

## Selección nacional
A pesar de ser argentino, se nacionalizó estadounidense y fue internacional con la selección de fútbol de Estados Unidos en 1964.

## Clubes
| Club                    | País           | Año       |
| ----------------------- | -------------- | --------- |
| Talleres (RdE)          | Argentina      | 1958-1959 |
| Almagro                 | Argentina      | 1959      |
| Philadelphia Ukrainians | Estados Unidos | 1960-1966 |
| Ukrainian Sitch         | Estados Unidos | 1966-1967 |
| Philadelphia Spartans   | Estados Unidos | 1967-1968 |
| Cleveland Stokers       | Estados Unidos | 1968      |
| Baltimore Bays          | Estados Unidos | 1969      |